# Bergamasco
Bergamasco este o rasă de câini ciobănești din Italia. Bergamasco face parte din categoria de câini pastorali, fiind folosit mai ales pentru paza turmelor de oi. De asemenea, mai sunt utilizați și la paza casei, iar în ultima vreme sunt din ce în ce mai mult văzuți ca animale de companie și ca utilitari pentru diferitele show-uri de câini. Mai poartă numele de „Cane de Pastore” sau „Bergamese Shepherd”.

## Istorie
Originea acestei rase nu este prea bine cunoscută. După unii, descinde din ciobănescul persian, iar după alții ar fi urmașul ciobaneștilor tibetani Moloss. Se aseamănă ca înfățișare cu ciobănescul francez Briard, cu care se presupune că se înrudește. După Al Doilea Război Mondial rasa a fost în prag de dispariție, dar iubitorii de animale au salvat-o.

## Descriere fizică

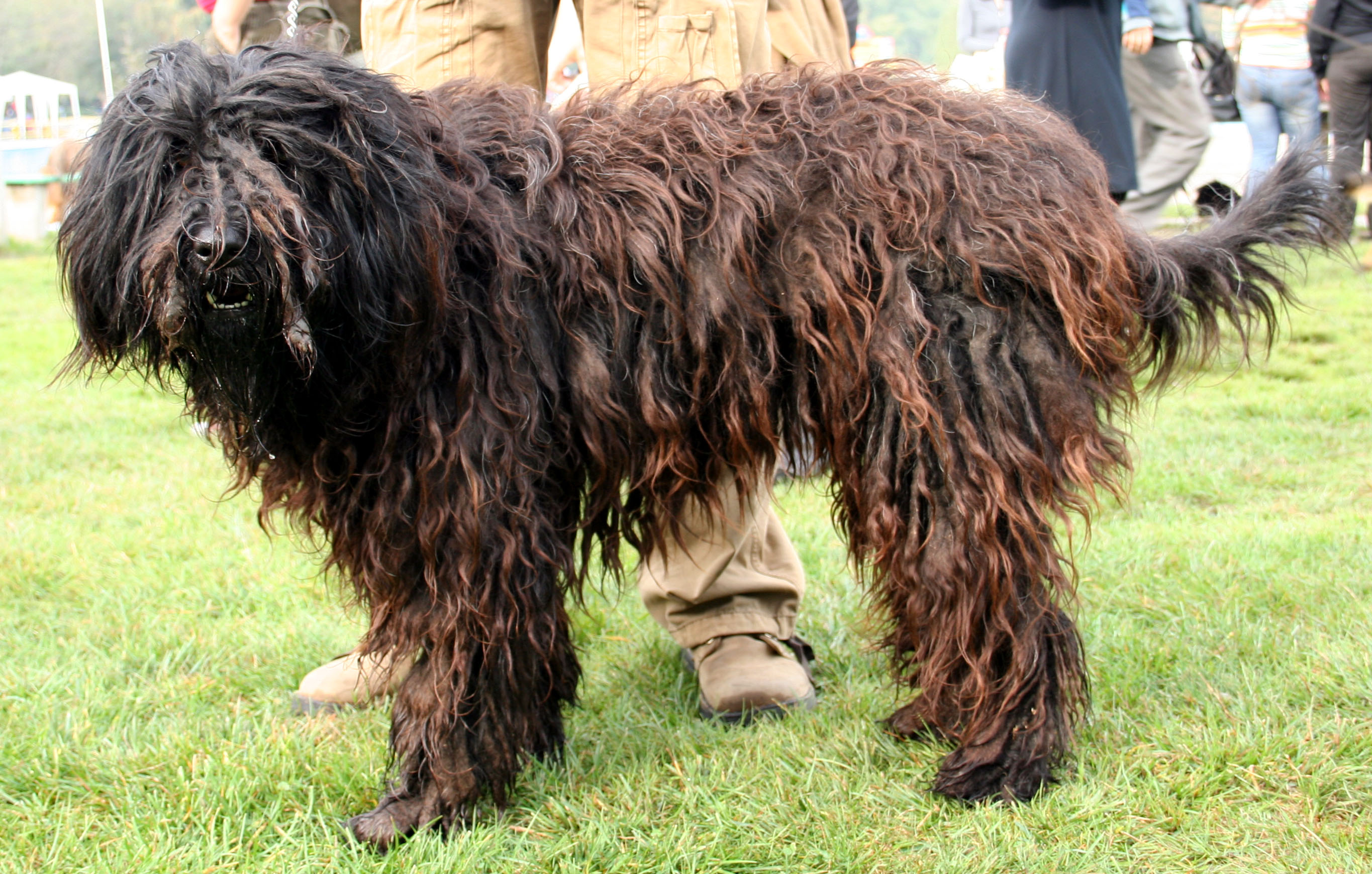
Un Bergamasco de culoare neagră.

Este un câine de talie mijlocie, bine construit, cu mușchi puternici, cu un corp mai mult lung decât înalt. Capul este lung, craniul lat și ușor bombat între urechi, botul drept cu un nas mare și negru. Urechile sunt triunghiulare, culcate, scurte și acoperite cu păr moale, ușor ondulat, cu franjuri pe margine. Blana este dublă, cu un strat gros care are tendința de a se împâsli și un strat exterior lung, bogat cu smocuri de păr ondulate și încâlcite (suvite). Pe frunte, părul foarte lung cade peste ochi, acoperindu-i  blana; poate avea culoare gri în toate nuanțele, până la negru complet, gri-gălbui cu pete cafenii. Poate avea sau nu pete albe sau negre.

## Personalitate
Un Bergamasco este un câine extrem de echilibrat, răbdător și calm, căruia îi place la nebunie munca. Sunt independenți, tot timpul în acțiune și curajoși, fiind foarte apropiați de familiile care îl cresc. Au tendința de a proteja mereu copiii, și lăsat singur in casă se transformă într-unul dintre cei mai buni câini de pază existenți. Dacă au fost socializați de mici, se vor împăca bine și cu celelalte animale din curte, chiar și câini, fără această socializare existând pericolul de a respinge animalele existente și de a le face chiar rău. Uneori, deși nu este cazul lui, poate fi rezervat cu străinii, fiind un câine care deosebește foarte bine un vizitator de un hoț.

## Întreținere

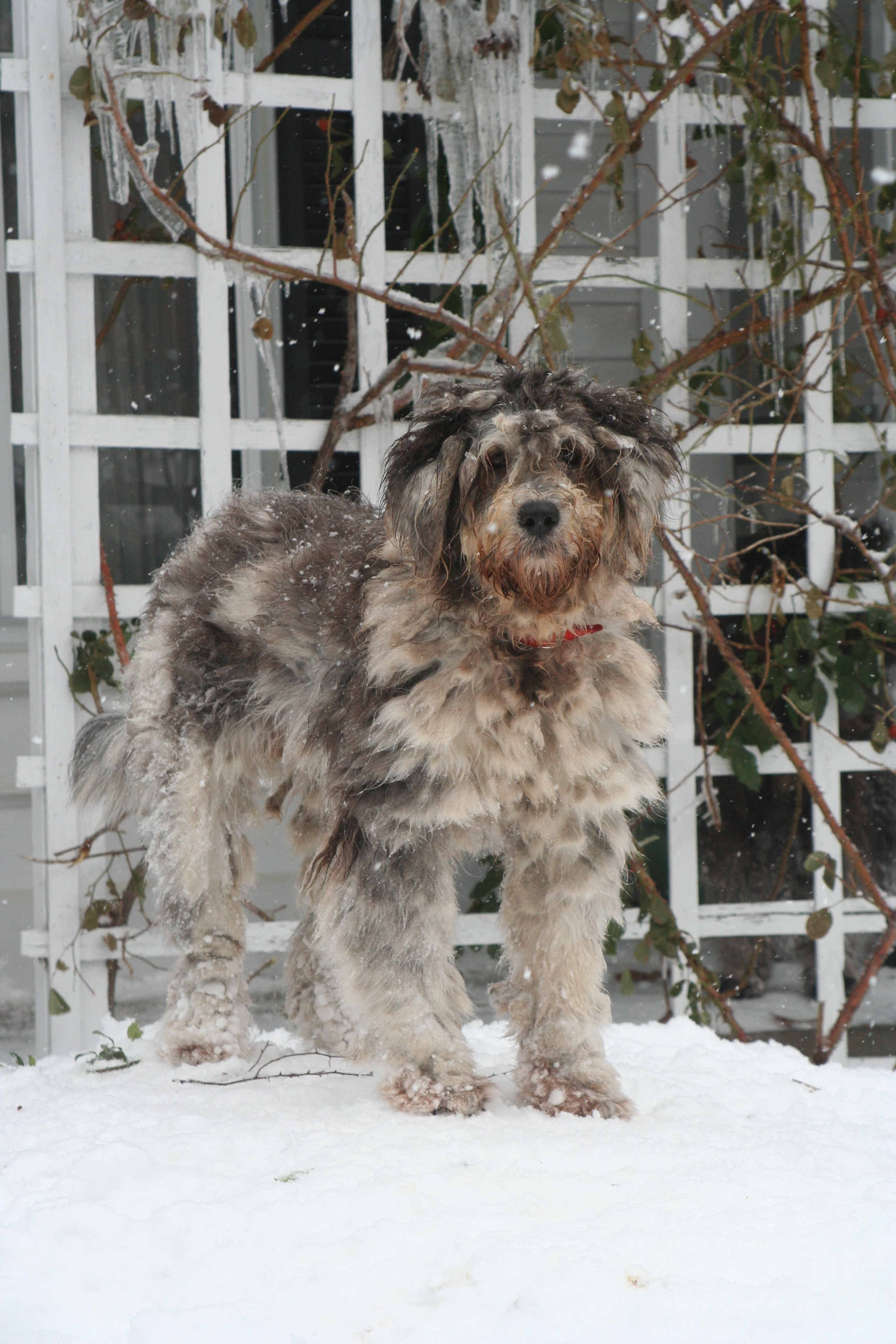
Un Bergamasco în zăpadă.

### Blana
Cât este mic este suficient pieptănatul, dar pe măsură ce crește și blana începe să se împăslească trebuiesc smulse cu mâna smocuri mici de aproximativ 3 cm în diametru. Părul de pe cap trebuie pieptănat regulat, baia este regulată doar vara deoarece îi trebuie mai multe zile să se usuce.

### Boli
Este o rasă care nu are probleme cunoscute de sănătate. Mai mult decât atât, nici celelalte boli, care nu sunt moștenite, nu prea sunt contractate de reprezentanții rasei, astfel ca despre Bergamasco se poate spune că este un câine sănătos, fără probleme.

### Condiții de viață
Are nevoie de mișcare zilnică. Se simte bine în prezența unui stăpân cu experiența în creșterea câinilor, dacă este ținut în curte își face singur mișcarea de care are nevoie. Trebuie socializat și dresat.

### Dresaj
Nu este un câine greu de dresat. Trebuie socializat de mic. Dresajul trebuie să fie ferm dar fără pedepse severe.

## Utilitate
Este un câine ciobănesc, folosit mult în trecut la conducerea și paza cirezilor. În prezent este folosit pentru paza locuințelor și ca un câine de companie.

## Caracteristici
- Înălțime: 54-62 cm
- Greutate: Masculii au greutatea de 32-38 kg, iar femelele – 26-32 kg
- Durata de viață: 13-15 ani
- Capacitate de naștere: 6-10 pui, în general 8